# Anhalt-Dessau-Köthen
Il ducato di Anhalt-Dessau-Köthen fu un ducato tedesco esistente dal 1853 al 1863 quando il territorio entrò a far parte del Ducato di Anhalt.

## Territorio
Il ducato di Anhalt-Dessau-Köthen consisteva in gran parte nei territori degli ex ducati di Anhalt-Dessau e Anhalt-Köthen, oltre ad alcune enclaves come Alsleben, Dornenburg e Gödnitz. Nel territorio prussiano, inoltre, il ducato aveva anche le enclaves di Pösigk,
Repau, Löbnitz e Priorau-Schierau-Möst.

## Storia
Il ducato di Anhalt-Dessau-Köthen venne formato nel 1853 quando il duca Leopoldo IV di Anhalt-Dessau riunì nelle proprie mani anche i domini della casata di Anhalt-Köthen. La capitale venne mantenuta quella di Dessau già a capo dello stato di provenienza del primo duca.
Quando Leopoldo IV ereditò anche il ducato di Anhalt-Bernburg, il ducato di Anhalt-Dessau-Köthen venne dissolto ed unito alla nuova acquisizione per andare a formare il Ducato di Anhalt.

## Duchi di Anhalt-Dessau-Köthen
| Immagine | Nome       | Regno     | Note |
| -------- | ---------- | --------- | --- |
|          | Leopoldo I | 1853-1863 | Già duca di Anhalt-Dessau, riceve il ducato di Anhalt-Köthen all'estinzione della casata. Nel 1863 riunisce anche il ducato di Anhalt-Bernburg e fonda il Ducato di Anhalt. |